# Michael Franti

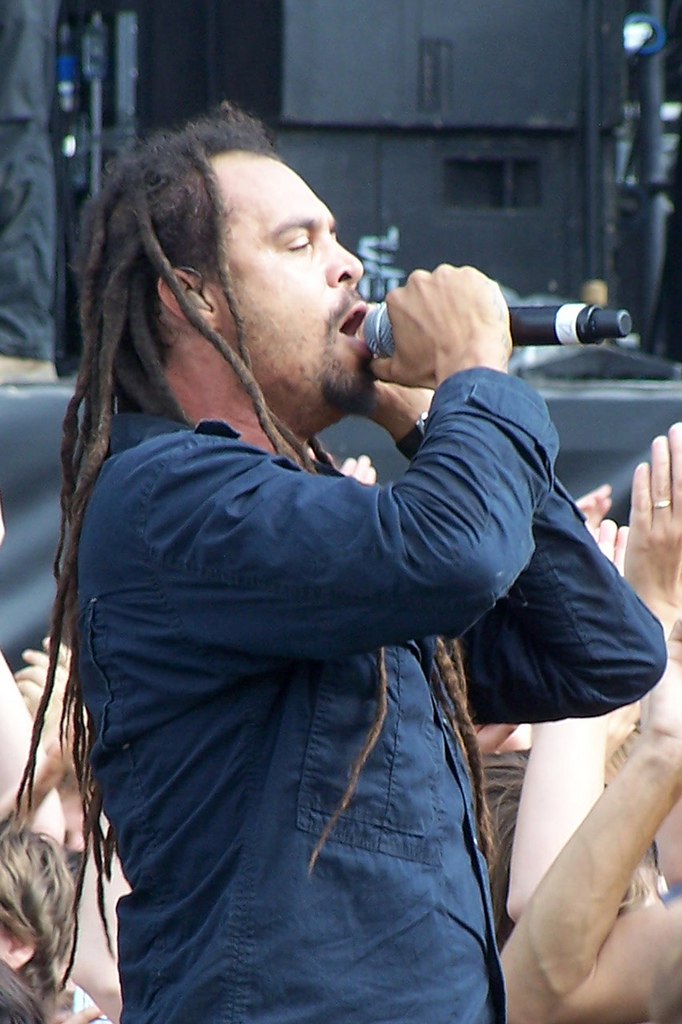
Michael Franti (2008)

Michael Franti (* 21. April 1966 in Oakland, Kalifornien) ist ein amerikanischer Lyriker und Musiker.
Franti ist der Begründer und die treibende Kraft hinter der Band Michael Franti & Spearhead, die Hip-Hop mit einer Reihe von Musikstilen wie Reggae, Funk, Folk und Rock kombiniert. Oft verwendet Franti eine Mischung aus Gedicht und kurzen Soundeinlagen. Die Lyrik behandelt meist politische Themen wie Armut, Justiz, Ernährung, Weltfrieden etc.

## Leben und Wirken
Franti ist afroamerikanischer Herkunft, wurde aber von finnischstämmigen Adoptiveltern großgezogen. Seine Musikkarriere begann er in der Industrial-Hip-Hop-Band The Beatnigs, aus der dann The Disposable Heroes of Hiphoprisy hervorgingen. Nach dem Zerfall der Heroes widmete er sich seiner Solokarriere und der Band Spearhead. Er entfernte sich schrittweise von Hip-Hop und begann Einflüsse aus Reggae, Funk, Pop, Folk u. Ä. in seine Musik aufzunehmen.
Seine Texte waren immer sozialkritisch und politisch, er sang und rappte über Umweltverschmutzung, Homophobie, Rassismus, den Irak-Krieg und ähnliche Themen. Er ist Mitglied der US-amerikanischen Green Party und beteiligte sich an den Occupy-Wall-Street-Protesten.

## Diskografie

### Studioalben
| Jahr | Titel                  | Höchstplatzierung, Gesamtwochen, AuszeichnungChartplatzierungen (Jahr, Titel, Platzierungen, Wochen, Auszeichnungen, Anmerkungen) | Höchstplatzierung, Gesamtwochen, AuszeichnungChartplatzierungen (Jahr, Titel, Platzierungen, Wochen, Auszeichnungen, Anmerkungen) | Höchstplatzierung, Gesamtwochen, AuszeichnungChartplatzierungen (Jahr, Titel, Platzierungen, Wochen, Auszeichnungen, Anmerkungen) | Höchstplatzierung, Gesamtwochen, AuszeichnungChartplatzierungen (Jahr, Titel, Platzierungen, Wochen, Auszeichnungen, Anmerkungen) | Höchstplatzierung, Gesamtwochen, AuszeichnungChartplatzierungen (Jahr, Titel, Platzierungen, Wochen, Auszeichnungen, Anmerkungen) | Anmerkungen                              |
| Jahr | Titel                  | DE | AT | CH | UK | US | Anmerkungen                              |
| ---- | ---------------------- | --- | --- | --- | --- | --- | ---------------------------------------- |
| 1997 | Chocolate Supa Highway | — | — | — | UK68 (1 Wo.)UK | — | Erstveröffentlichung: 25. März 1997      |
| 2006 | Yell Fire!             | — | — | — | — | US125 (3 Wo.)US | Erstveröffentlichung: 25. Juli 2006      |
| 2008 | All Rebel Rockers      | — | — | — | — | US39 (13 Wo.)US | Erstveröffentlichung: 9. September 2008  |
| 2010 | The Sound of Sunshine  | — | — | — | — | US17 (7 Wo.)US | Erstveröffentlichung: 21. September 2010 |
| 2013 | All People             | — | — | — | — | US30 (2 Wo.)US | Erstveröffentlichung: 30. Juli 2013      |
| 2016 | Soulrocker             | — | — | — | — | US38 (1 Wo.)US | Erstveröffentlichung: 3. Juni 2016       |
| 2019 | Stay Human, Vol. II    | — | — | — | — | US62 (1 Wo.)US | Erstveröffentlichung: 25. Januar 2019    |

Weitere Alben
- 1988: The Beatnigs
- 1994: Home
- 2000: Live at the Baobab (solo)
- 2001: Stay Human
- 2002: Passion (solo)
- 2003: Songs from the Front Porch (solo)
- 2003: Everyone Deserves Music

### Singles
| Jahr | Titel Album                            | Höchstplatzierung, Gesamtwochen, AuszeichnungChartplatzierungen (Jahr, Titel, Album, Platzierungen, Wochen, Auszeichnungen, Anmerkungen) | Höchstplatzierung, Gesamtwochen, AuszeichnungChartplatzierungen (Jahr, Titel, Album, Platzierungen, Wochen, Auszeichnungen, Anmerkungen) | Höchstplatzierung, Gesamtwochen, AuszeichnungChartplatzierungen (Jahr, Titel, Album, Platzierungen, Wochen, Auszeichnungen, Anmerkungen) | Höchstplatzierung, Gesamtwochen, AuszeichnungChartplatzierungen (Jahr, Titel, Album, Platzierungen, Wochen, Auszeichnungen, Anmerkungen) | Höchstplatzierung, Gesamtwochen, AuszeichnungChartplatzierungen (Jahr, Titel, Album, Platzierungen, Wochen, Auszeichnungen, Anmerkungen) | Anmerkungen                                            |
| Jahr | Titel Album                            | DE | AT | CH | UK | US | Anmerkungen                                            |
| ---- | -------------------------------------- | --- | --- | --- | --- | --- | ------------------------------------------------------ |
| 1994 | Of Course You Can Home                 | — | — | — | UK74 (2 Wo.)UK | — | Erstveröffentlichung: Dezember 1994                    |
| 1995 | Hole in the Bucket Home                | — | — | — | UK55 (2 Wo.)UK | — | Erstveröffentlichung: April 1995                       |
| 1995 | People in tha Middle Home              | — | — | — | UK49 (2 Wo.)UK | — | Erstveröffentlichung: Juli 1995                        |
| 1997 | Why Oh Why Chocolate Supa Highway      | — | — | — | UK45 (2 Wo.)UK | — | Erstveröffentlichung: März 1997                        |
| 2008 | Say Hey (I Love You) All Rebel Rockers | — | — | — | — | US18 ×2Doppelplatin · (20 Wo.)US | Erstveröffentlichung: Juni 2008 feat. Cherine Anderson |
| 2010 | The Sound of Sunshine                  | — | — | CH62 (6 Wo.)CH | — | — | Erstveröffentlichung: Juni 2010                        |

Weitere Singles
- 1995: Positive
- 1997: U Can’t Sing R Song
- 1997: Rebel Music
- 1997: Keep Me Lifted
- 2001: Rock the Nation
- 2001: Sometimes
- 2002: Soulshine
- 2003: Bomb the World
- 2003: Everyone Deserves Music
- 2006: I Know I’m Not Alone
- 2006: Light up Ya Lighter
- 2010: Shake It
- 2011: Hey Hey Hey
- 2013: I’m Alive
- 2013: 11:59
- 2014: Same as It Ever Was (Start Today)
- 2015: Once a Day